# Zhou Haiyan
Zhou Haiyan (chinesisch 周海燕; * 3. Januar 1990) ist eine ehemalige chinesische Leichtathletin, die sich auf den Mittelstreckenlauf spezialisiert hat. Ihre größten Erfolge feierte sie mit dem Gewinn der Goldmedaille über 800 und 1500 Meter bei den Asienmeisterschaften 2009.

## Sportliche Laufbahn
Erste internationale Erfahrungen sammelte Zhou Haiyan im Jahr 2009, als sie bei den Asienmeisterschaften im heimischen Guangzhou in 2:04,89 min auf Anhieb die Goldmedaille im 800-Meter-Lauf gewann und auch über 1500 Meter in 4:32,74 min siegte. Sie konnte in den folgenden Jahren aber nicht an ihre guten Leistungen anknüpfen und beendete 2013 ihre aktive sportliche Karriere im Alter von 23 Jahren.
2009 wurde Zhou chinesische Meisterin im 800-Meter-Lauf.

## Persönliche Bestzeiten
- 800 Meter: 2:03,00 min, 26. Oktober 2009 in Jinan
  - 800 Meter (Halle): 2:08,53 min, 6. März 2010 in Peking
- 1500 Meter: 4:13,32 min, 21. Mai 2009 in Suzhou
  - 1500 Meter (Halle): 4:23,51 min, 15. März 2009 in Peking